# Volujsko oko
Volujsko oko (Nizanjka, nizanj; lat. Sanicula epipactis), trajnica nekada svrstavana u monotipični rod Hacquetia. Domaće područje ove vrste je od istočnih Alpa do sjeverozapadnog dijela Balkanskog poluotoka, i sjeverni Karpati do južne Poljske. Zeljasta je biljka koja raste prvenstveno u umjerenom biomu.

## Opis
Gola stabljika naraste do 15 cm. Listovi su prizemni, izrastu u rozeti na trobridnim peteljkama. Cvjetovi su pojedinačni, javljaju se krajem zime i traju do sredine proljeća. Plod je do 4 mm dugi kalavac s dva plodića.

## Staništa
Voli sjenovita i polusjenovita mjesta u svjetlim listopadnim i mješovitim šumama.
Najpoznatiji kultivat je  “Thor”.

## Sinonimi
- Astrantia epipactis Scop.; Fl. Carn. ed. II. 1: 185 (1771)
- Dondia epipactis (Scop.) Spreng.; Pl. Umb. Prod. 21 (1813)
- Dondisia epipactis (Scop.) Rchb.; Mössler Handb. Gewächsk., ed. 2. 1: 493 (1827)
- Hacquetia epipactis (Scop.) DC.; Prodr. 4: 85 (1830)